# Boa (nautica)

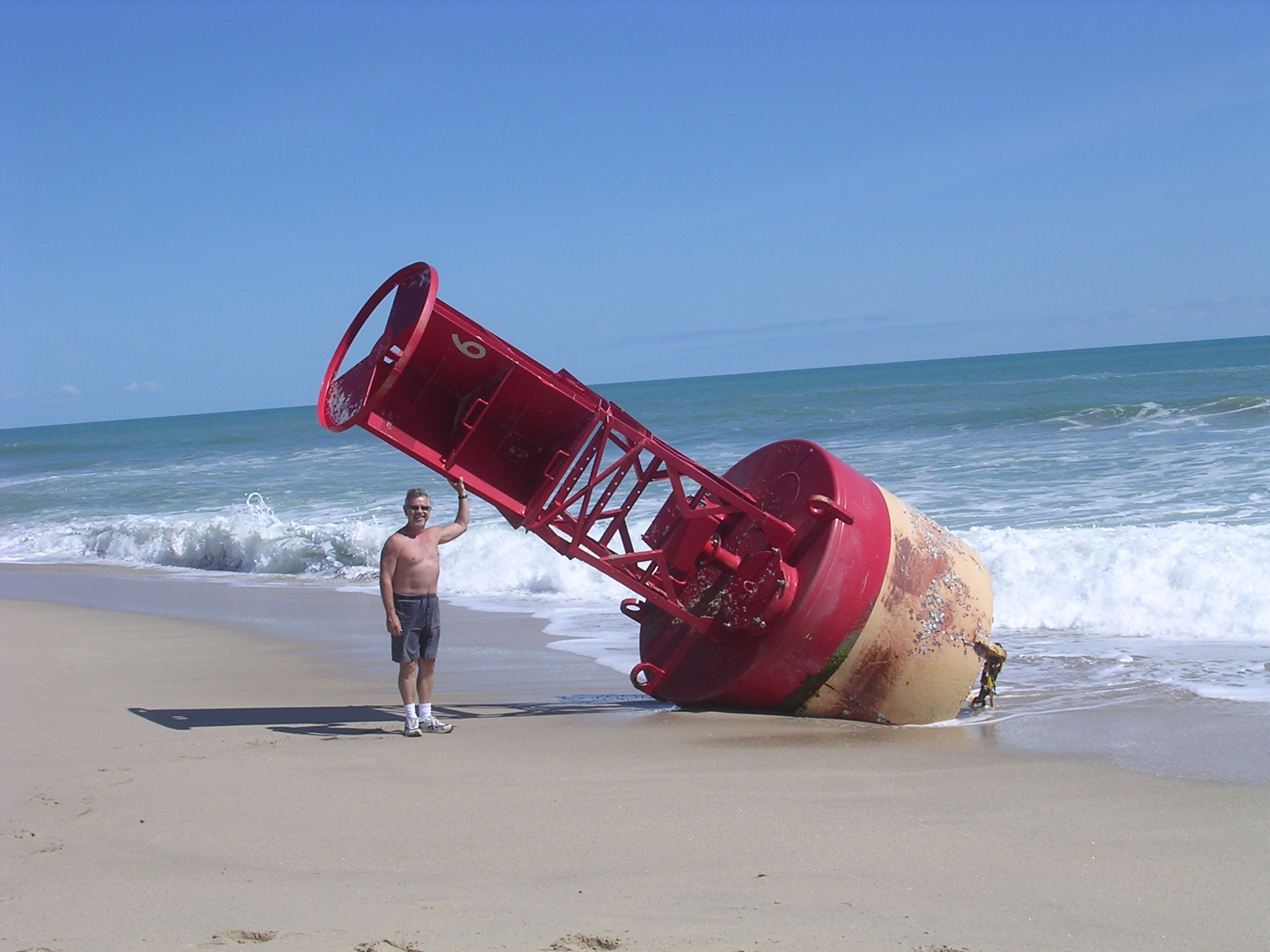
Una grossa boa spiaggiata

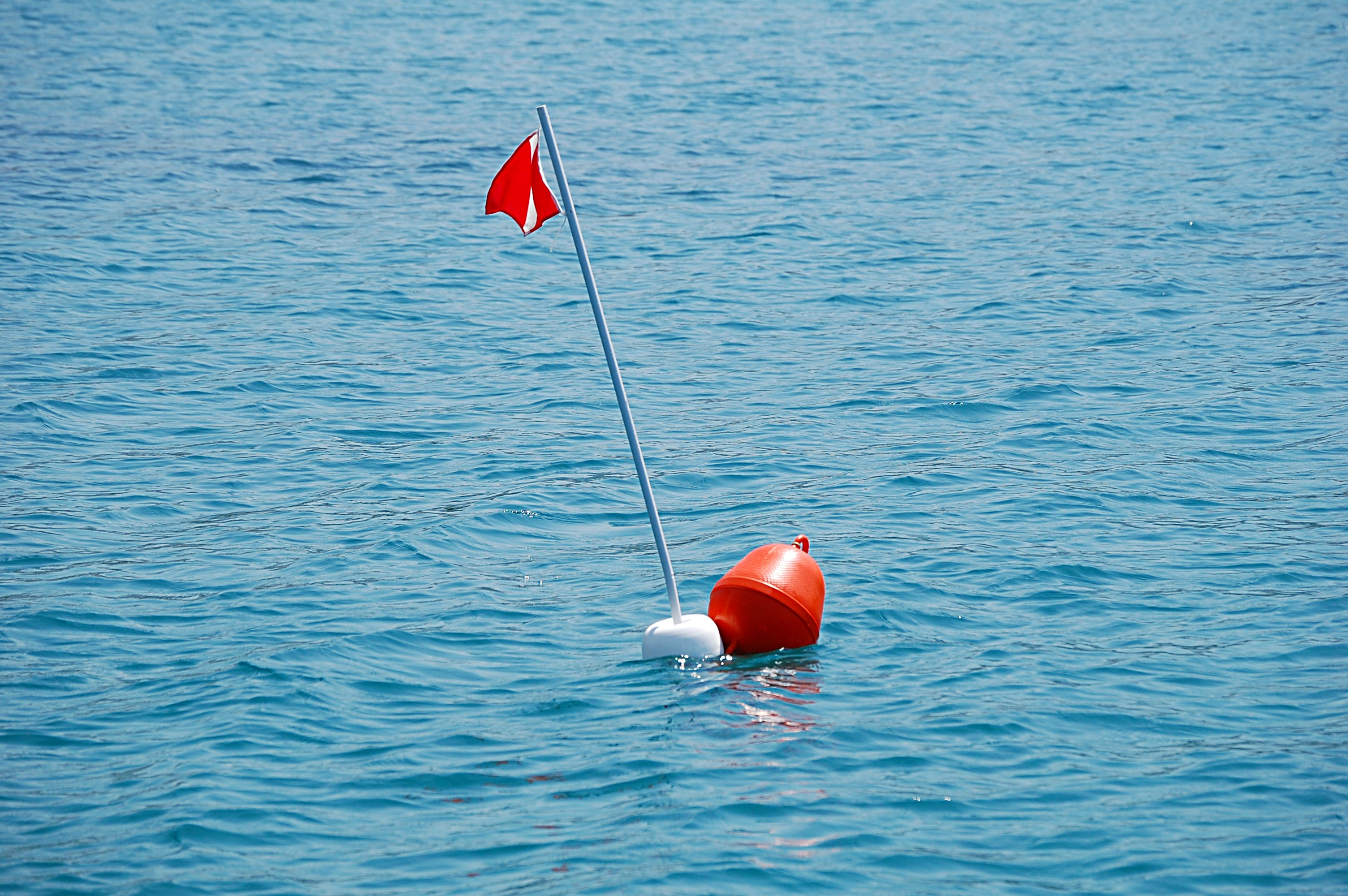
Boa nel mare

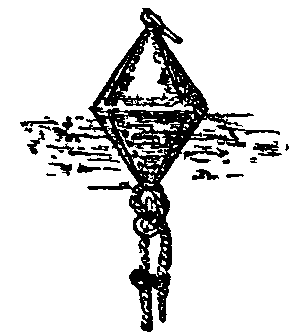
Un gavitello

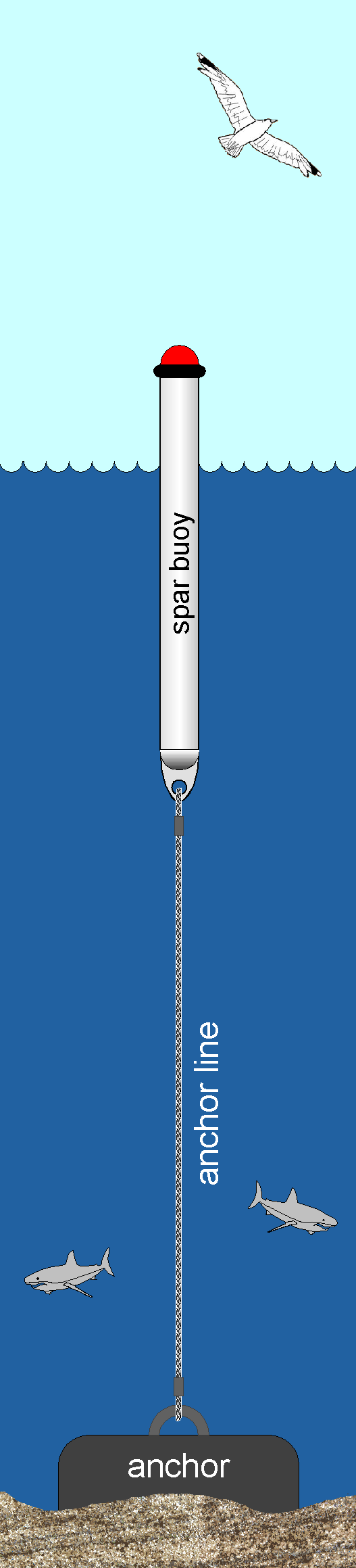
Boa a palo

Una boa è un oggetto galleggiante, di solito ancorato in un determinato punto per evitare la deriva da moto ondoso, che viene utilizzato tipicamente allo scopo di segnalazione o ormeggio. Le prime sono destinate a segnalare zone pericolose per la navigazione (scogliere, secche, ecc.) o rotte navali da seguire in particolari zone (entrate di porti, ecc.): in tal caso assumono particolari colorazioni e sono sormontate da opportuni sistemi di segnali anche luminosi in accordo al sistema internazionale IALA. Le seconde sono destinate a realizzare un punto di ormeggio sicuro per navi e imbarcazioni in porti e rade, evitando così l'uso delle proprie ancore.

## Costruzione
Il corpo della boa deve necessariamente essere galleggiante e viene realizzato in diversi materiali a seconda delle dimensioni della boa: materiali plastici per quelle piccole e metallo per quelle grandi.
La boa è munita di una cima o di una catena che la vincolano a un peso, che può essere un'ancora o più spesso un corpo morto.
Le boe con ancoraggio su falso fondale prevedono che il corpo galleggiante sia collegato a una o più boe di profondità (definite "jumper") le quali a loro volta sono ancorate al fondale marino. Il sistema consente alla boa di superficie di seguire le oscillazioni del moto ondoso rimanendo all’interno di un cerchio di evoluzione molto ristretto.

## Tipi di boe
- Boa portuale: usata per definire le aree per il transito marittimo all'interno del porto e facilitare tramite segnali luminosi la navigazione di notte o in condizioni di scarsa visibilità;
- Gavitello: boa di forma doppio conica molto diffusa per ormeggiare piccoli natanti a poche decine di metri dalla riva , usata anche per delineare le proprietà dei stabilimenti balneari o adite ad avvisare i bagnanti di pericolo profondità se superati tali gavitelli .
- Boa segna sub: utilizzata dai subacquei o dagli apneisti per segnalare la propria presenza in acque libere. Le barche devono tenersi ad almeno 100 metri da queste boe;
- Pedagno: piccola boa usata al solo scopo di segnare una precisa posizione in mare al fine di ritrovarla. Usata da pescatori per recuperare reti e nasse e da subacquei per ritrovare relitti e altri punti di immersione;
- Boetta fumogena e Boetta luminosa: fanno parte della dotazione di bordo di sicurezza dei natanti;
- Boa a palo: di forma cilindrica ed ancorata al fondale. Data la buona stabilità è utilizzata per misurazioni oceanografiche;
- Boa da ormeggio: utilizzata per l'ancoraggio delle imbarcazioni in quei tratti di mare nei quali non è consentito l'ancoraggio.
- Sonoboa: boa radioacustica legata alle tecnologie di rilevamento sonar usata nella lotta antisommergibile.
- Boa da corsia: serve a delimitare una corsia, per esempio nelle gare. Sono tante e piccole di solito di colore rosso, bianco, arancione o giallo.